# Sector circular

Un sector circular ombrejat en verd

Un sector circular és la porció d'un cercle limitada per dos radis i un arc; la regió més petita es coneix com el sector menor i la més gran com el sector major. La seva àrea es pot calcular com es descriu a baix.
Sia θ l'angle central en radians, i r el radi. L'àrea total d'un cercle és {\displaystyle \pi r^{2}\ }. L'àrea del sector es pot obtenir multiplicant l'àrea del cercle per la proporció entre l'angle i {\displaystyle 2\pi } (perquè l'àrea del sector és proporcional a l'angle, i {\displaystyle 2\pi } és l'angle del cercle sencer):
{\displaystyle A=\pi r^{2}\cdot {\frac {\theta }{2\pi }}=r^{2}\left({\frac {\theta }{2}}\right)={\frac {1}{2}}r^{2}\theta .}
Si {\displaystyle \theta } és l'angle central expressat en graus sexagesimals, també es pot obtenir una fórmula similar:
{\displaystyle A=\pi r^{2}\cdot {\frac {\theta }{360}}}
Hi ha sectors circulars singulars com per exemple:
- El semicercle, meitat d'un cercle.
- El quadrant, quarta part del cercle.
- El sextant sisena part del cercle.
- L'octant, vintena part del cercle.

La llargada, L, de l'arc d'un sector ve donada per la fórmula següent:
{\displaystyle L=\left(\pi \cdot r\cdot {\frac {\theta }{180}}\right)}
on θ està en graus.
La llargada del perímetre d'un sector és la suma de llargada d'arc i els dos radis. Ve donat per la fórmula següent:
{\displaystyle L=r\cdot \left(2+\pi \cdot {\frac {\theta }{180}}\right)}
on θ està en graus.